# الخطوط الجوية الجورجية
الخطوط الجوية الجورجية (بالجورجية: ჯორჯიან ეარვეისი)، سابقا إيرزينا هي الناقل الوطني لدولة جورجيا،يقع مقرها في تبليسي، وتتخذ من مطار تبليسي الدولي مركزا لعملياتها. تقدمت الشركة بطلب إفلاس في 31 ديسمبر 2021، وهي معروضة للبيع منذ يناير 2022.

## وجهات
الخطوط الجوية الجورجية تدير خدماتها من جورجيا إلى وجهات في أرمينيا، النمسا، بلجيكا، جمهورية التشيك، فرنسا، جورجيا، ألمانيا، إيران، إسرائيل، إيطاليا، كازاخستان، هولندا، روسيا، إسبانيا، سلوفاكيا، أوكرانيا، وفي المملكة المتحدة.

### اتفاقات الرمز المشترك
الخطوط الجوية الجورجية لديها اتفاقات الرمز المشترك مع الشركات التالية:
- إيروفلوت
- طيران إيجيان
- طيران أستانا
- الخطوط الجوية الفرنسية
- الخطوط الجوية النمساوية
- الخطوط الجوية الأذربيجانية
- خطوط دلتا الجوية
- Hahn Air
- الخطوط الجوية الإيرانية
- الخطوط الجوية الملكية الهولندية
- Olympic Air
- خطوط إس سفن
- خطوط ترانسايرو الجوية
- الخطوط الجوية الدولية الأوكرانية

## الأسطول

### الأسطول الحالي

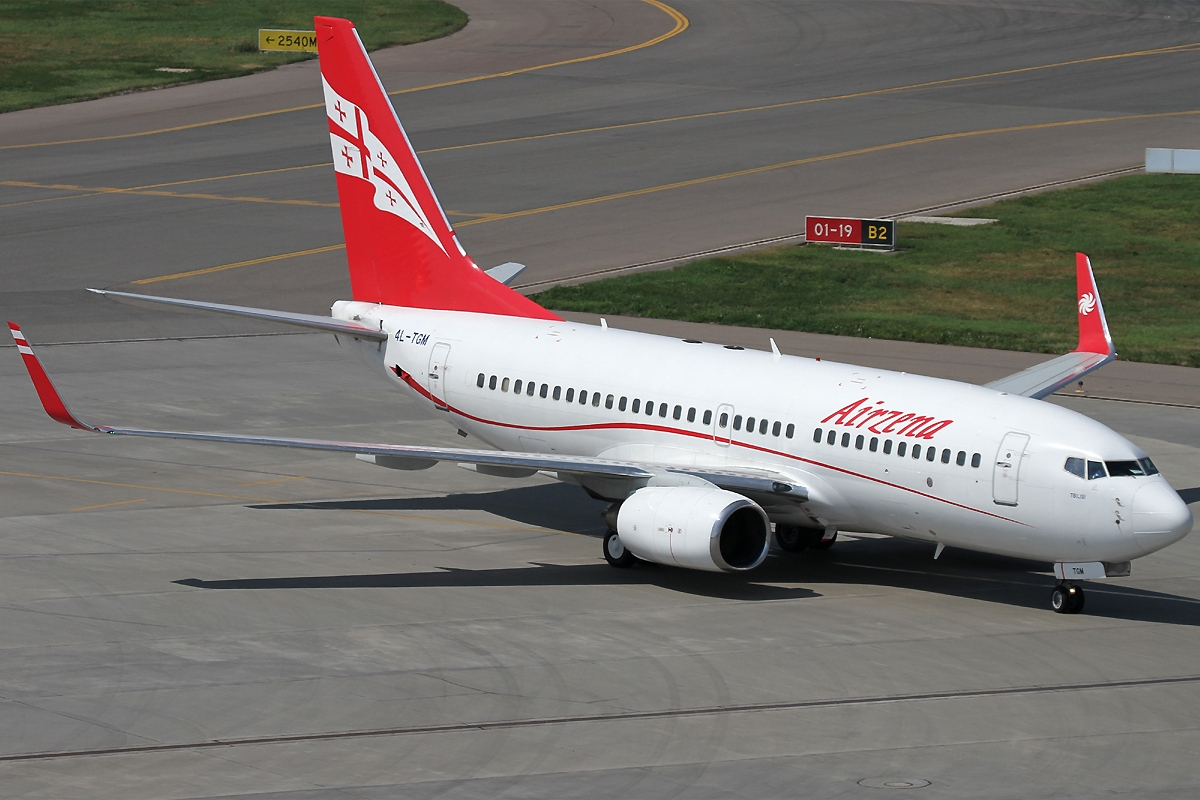
طائرة بوينغ 737-700 تابعة للشركة

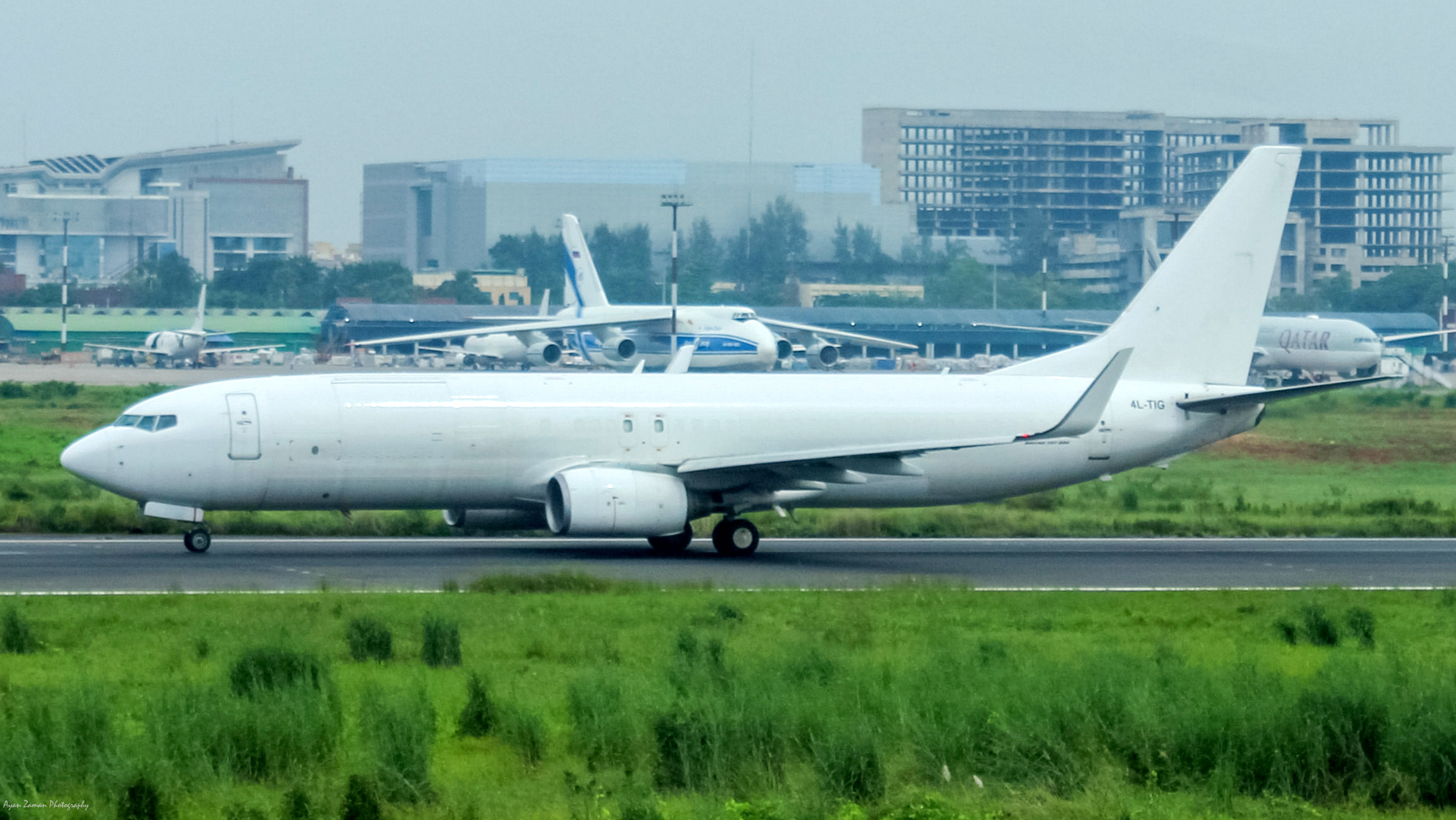
طائرة بوينغ 737-800 إف تابعة للشركة

يتكون أسطول الجورجية من الطائرات التالية اعتبارًا من يوليو 2022:
| الطائرة                      | في الخدمة | مطلوبة | الركاب        | الركاب        | الركاب        | ملاحظات                                 |
| الطائرة                      | في الخدمة | مطلوبة | رجال الأعمال  | السياحية      | المجموع       | ملاحظات                                 |
| ---------------------------- | --------- | ------ | ------------- | ------------- | ------------- | --------------------------------------- |
| بوينغ 737 الجيل القادم       | 1         | —      | 12            | 120           | 132           | مستأجرة من Aircompany Armenia (06-2021) |
| بوينغ 737 الجيل القادم       | 1         | —      | 12            | 168           | 180           |                                         |
| بومباردييه سي آر جيه 100/200 | 1         | —      | 6             | 44            | 50            |                                         |
| بومباردييه تشالنجر 850       | 1         | —      | كبار الشخصيات | كبار الشخصيات | كبار الشخصيات |                                         |
| أسطول الشحن                  |           |        |               |               |               |                                         |
| بوينغ 737 الجيل القادم       | 1         | 3      | شحن           | شحن           | شحن           |                                         |
| المجموع                      | 5         | 3      |               |               |               |                                         |

### أسطول سابق
كان أسطول الشركة مكونا من الطائرات التالية:
- بوينغ 737-300
- بوينغ 737-400
- بوينغ 737-500
- بوينغ 737-800[9]
- بومباردييه سي آر جيه 100
- إمبراير اي-جت
- إمبراير اي-جت

## حوادث
- رحلة الخطوط الجوية الجورجية 860.

## وصلات خارجية
- الموقع الرسمي